# Rossioglossum hagsaterianum
Rossioglossum hagsaterianum là một loài thực vật có hoa trong họ Lan. Loài này được Soto Arenas mô tả khoa học đầu tiên năm 2002.